# Megalopus luteosignatus
Megalopus luteosignatus es una especie de coleóptero de la familia Megalopodidae.

## Distribución geográfica
Habita en Brasil.